# Baraccopoli

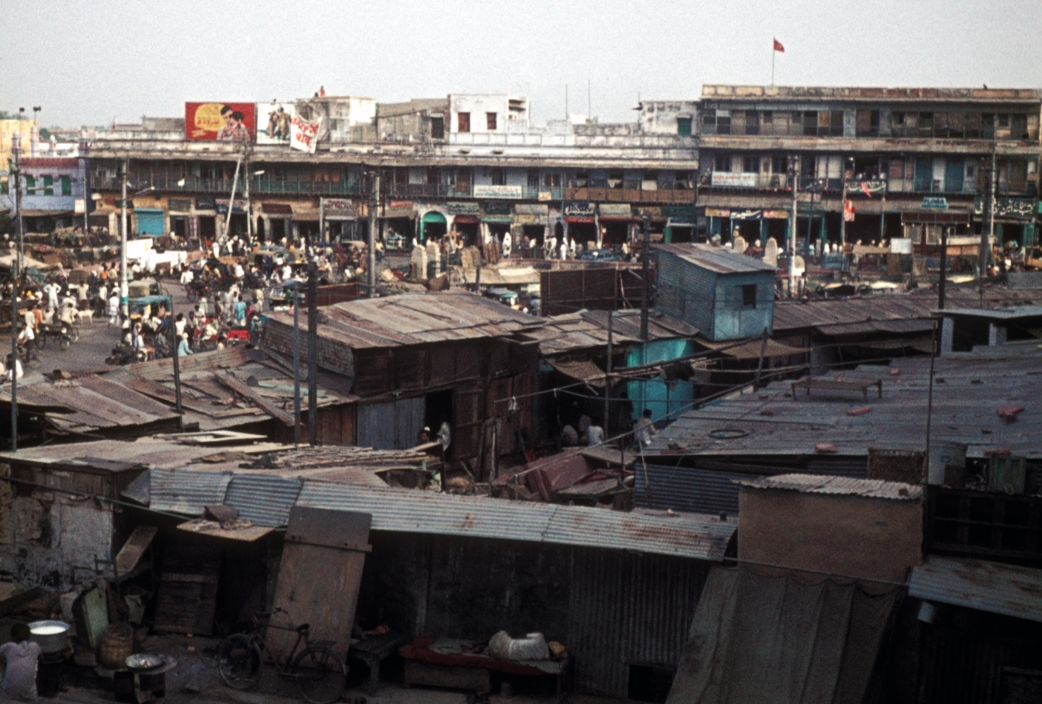
Una baraccopoli di Delhi nel 1973

Una baraccopoli, anche detta slum (lett. "baracca") e bidonville (dal francese bidon «bidone [della spazzatura]» e ville «città», cioè «città di bidoni, lamiere ecc.»), è un insediamento urbano densamente popolato, caratterizzato da edifici fatiscenti e condizioni di vita al di sotto degli standard di benessere, con alto tasso di criminalità. Vengono costruite per lo più con materiali di recupero e si trovano solitamente nelle zone periferiche di grandi città. Benché le baraccopoli presenti nel mondo differiscano tra loro in termini di dimensione, la maggior parte di queste non dispone di reti per la fornitura di acqua potabile e per lo smaltimento delle acque di scarico, di allacciamenti all'energia elettrica, di servizi di pubblica sicurezza ed assistenza e di condizioni igienico-sanitarie soddisfacenti.

## Diffusione geografica
Tipi di baraccopoli si trovano in numerose aree del mondo e le denominazioni locali sono spesso entrate nell'uso comune per indicare le baraccopoli di una determinata regione geografica. Per esempio, il portoghese favelas  si riferisce in genere alle baraccopoli brasiliane, barrio da lata o barriadas in Perù, poblaciones callampas in Cile,  l'inglese slum viene usato tipicamente per le baraccopoli delle ex colonie britanniche (come India e Kenya); in Sudafrica si usa il termine township, e così via. Questi non sono comunque da considerarsi sinonimi, in quanto ciascuno di essi ha una diversa origine e diverse implicazioni specifiche. Alcune di queste denominazioni hanno una intrinseca connotazione dispregiativa (ad es. slum), e sono di conseguenza di uso esclusivamente informale.
Di seguito alcune baraccopoli famose, il numero degli abitanti è da intendersi una stima:
Kibera, periferia di Nairobi in Kenya, (2,5 milioni e mezzo di abitanti); Dharavi, Mumbai in India (1 milione); Neza-Chalco-Itza, a Città del Messico (4 milioni); Khayelitsha, vicino all’aeroporto di Cape Town in Sud Africa (1,2 milioni); Cité Soleil Port-au-Prince Haiti (240mila); Makoko Lagos in Nigeria (100mila); Rocinha, Rio de Janeiro, (70mila); Agbogbloshie, accanto alla più grande discarica di rifiuti elettronici del mondo, ad Accra in Ghana, (80mila).

## Caratteristiche delloslum
Nella lingua inglese, tradizionalmente, con il termine slum2 si intendevano quelle aree residenziali che in passato erano rispettabili o persino desiderabili, ma che nel tempo sono state interessate da un degrado sociale-urbanistico, che ha comportato la migrazione della popolazione verso siti maggiormente appetibili. In seguito a tali eventi, le unità abitative sono state progressivamente suddivise e affittate a gruppi a basso reddito. Più recentemente, il significato di questo termine è venuto ad includere anche i vasti insediamenti informali che stanno rapidamente divenendo l'espressione più manifesta della povertà urbana. La qualità delle abitazioni in questi insediamenti varia da semplici baracche a strutture permanenti, mentre l'accesso all'acqua, elettricità, servizi igienici ed altre infrastrutture e servizi di base tendono ad essere limitati, se non addirittura totalmente assenti.

## La vita in unoslum
Il rapporto The Challenge of Slums mostra come questi luoghi impongono ai loro abitanti la sopportazione di alcune delle più intollerabili condizioni di vita, che frequentemente includono la condivisione di bagni con centinaia di persone, la convivenza in quartieri sovraffollati ed insicuri e la costante minaccia degli sfratti. Gli abitanti di uno slum sono più soggetti a contrarre malattie dovute all'inquinamento dell'acqua, come la colera e la febbre tifoide o quelle opportunistiche che accompagnano l'AIDS. Inoltre negli slums c'è moltissima criminalità.
Sebbene gli slums non siano degli obiettivi politici desiderabili in alcuna città, nel rapporto si mostra che la loro esistenza in molte città può avere dei benefici involontari. La maggior parte degli abitanti di uno slum guadagna da vivere in attività informali ma cruciali per molte città, fornendo quindi dei servizi che non potrebbero essere facilmente disponibili dalle attività formali.
Gli slums sono in gran parte una manifestazione fisica della povertà urbana, un fatto questo che, secondo il rapporto, non è sempre stato ben riconosciuto dalle passate linee di condotta rivolte esclusivamente o all'estirpazione fisica o all'ammodernamento delle abitazioni. Per questa ragione le future azioni devono andare, secondo il rapporto, oltre la dimensione fisica dello slum, rivolgendosi ai problemi che sono alla base della povertà urbana.
Le tradizionali linee di condotta per gli slums dovrebbero essere perciò integrate con altre più ampie di riduzione della povertà urbana focalizzate sulle persone, che affrontino i vari aspetti della povertà, includendo occupazione, redditi, ricovero, cibo, salute, istruzione, e l'accesso alle infrastrutture e i servizi urbani di base: fornitura di acqua e di servizi igienici, elettricità, strade d'accesso, gestione dei rifiuti.
L'efficacia di queste linee di azione può essere migliorata attraverso un pieno coinvolgimento dei poveri delle città e di quelle persone tradizionalmente responsabili per la fornitura di alloggi in quelle aree.

## Chi è l'abitante di unoslum
Allo scopo di monitorare adeguatamente il settimo degli Obiettivi del Millennio per lo sviluppo (Millennium Development Goals o MDG) la UN-HABITAT ha sviluppato, nel 2002, una definizione operativa per l'unità familiare di uno slum. Essa è definita come un gruppo di individui i quali, vivendo sotto lo stesso tetto, mancano di uno o più dei seguenti elementi:
1. accesso all'acqua (accesso ad una quantità sufficiente di acqua potabile per l'uso familiare, ad un prezzo sostenibile, disponibile per i membri della famiglia senza che siano soggetti a sforzi estremi);
2. accesso a servizi igienici (accesso ad un sistema di eliminazione degli escrementi, o nella forma di bagno privato o di bagno pubblico condiviso con un numero ragionevole di persone);
3. spazio vitale sufficiente (meno di tre persone per stanza di un minimo di 4 metri quadri);
4. qualità/durata delle abitazioni (strutture adeguate e permanenti edificate in luoghi non pericolosi);
5. garanzie del possesso (esistenza di documentazioni attestanti la garanzia dello stato di possesso o la percezione o l'esistenza di fatto di una protezione contro gli sfratti).

Questa definizione è operativa nel senso che può essere applicata per estrapolare informazioni utili dai dati raccolti periodicamente a livello nazionale o sub-nazionale nella maggior parte dei paesi attraverso censimenti ed indagini. Nella definizione, perciò, il concetto di abitante di uno slum è stato esplicitamente ridotto, mettendo da parte le condizioni socio-economiche in cui vivono questi abitanti informali, come gli standard di vita, gli aspetti culturali, l'impiego, il reddito ed altre caratteristiche relative all'individuo o alla famiglia.

## Popolazione
Di seguito è riportata la proiezione della popolazione negli slum nell'intervallo 1990-2020 (basata sulla crescita annuale del periodo 1990-2001)3
|                                    | 1990    | 2001    | 2005      | 2010      | 2015      | 2019      | 2020      |
| ---------------------------------- | ------- | ------- | --------- | --------- | --------- | --------- | --------- |
| Regioni sviluppate:                |         |         |           |           |           |           |           |
| Europa                             | 32 234  | 33 124  | 33 368    | 33 756    | 34 147    | 34 360    | 34 543    |
| Altre                              | 18 723  | 20 934  | 21 903    | 23 079    | 24 318    | 24 978    | 25 623    |
| Regioni in sviluppo:               |         |         |           |           |           |           |           |
| Africa Settentrionale              | 21 719  | 21 345  | 21 224    | 21 062    | 20 901    | 20 864    | 20 741    |
| Africa Sub-Sahariana               | 100 973 | 166 126 | 199 231   | 249 885   | 313 418   | 376 857   | 393 104   |
| America Latina e Regione Caraibica | 110 837 | 127 404 | 134 257   | 143 116   | 152 563   | 158 712   | 162 626   |
| Asia Orientale                     | 150 761 | 194 078 | 212 368   | 238 061   | 266 863   | 275 943   | 299 150   |
| Asia Centro-Meridionale            | 207 501 | 262 441 | 285 713   | 317 858   | 353 62    | 375 974   | 393 405   |
| Asia Sud-Orientale                 | 48 986  | 56 799  | 59 913    | 64 073    | 68 521    | 70 756    | 73 279    |
| Asia Occidentale                   | 29 524  | 41 356  | 46 709    | 54 426    | 63 418    | 68 749    | 73 896    |
| Oceania                            | 350     | 499     | 568       | 668       | 786       | 892       | 924       |
| Totale:                            | 721 608 | 924 107 | 1 015 255 | 1 145 984 | 1 298 552 | 1.408.085 | 1 477 291 |